# رقروق
الرقروق أو الهشيمة أو زهرة الشمس أو الأجرد (باللاتينية: Helianthemum) جنس نباتي يتبع الفصيلة القريضية (باللاتينية: Cistaceae). يضم هذا الجنس 73 نوعًا مقبولا و312 نوعا آخر لم يحسم أمرها بعد. ويسمى أيضا بالقصيص أو عشبة الكمأة، حيث ان هناك علاقة تبادل منفعة بين هذا النبات وفطر الكمأة (الفقع أو الترفاس) وأينما وجد الرقروق وجد الكمأ تحت الأرض بالقرب منه.

## من أنواعهالواطنةفيالوطن العربي[5]
1. الرقروق الخيمي (باللاتينية: Helianthemum umbellatum) في بلاد الشام
2. الرقروق الدرهمي (باللاتينية: Helianthemum nummularium) في بلاد الشام
3. الرقروق الريحي (باللاتينية: Helianthemum ventosum) في بلاد الشام ومصر
4. الرقروق السوري (باللاتينية: Helianthemum syriacum) في بلاد الشام
5. الرقروق الشائع (باللاتينية: Helianthemum vulgare) في بلاد الشام
6. الرقروق صفصافي الأوراق (باللاتينية: Helianthemum salicifolium) في بلاد الشام والعراق والجزيرة العربية والمغرب العربي وشمال حوض المتوسط وإيران
7. الرقروق ضرمي الأوراق (باللاتينية: Helianthemum lavandulifolium) في بلاد الشام
8. الرقروق القاهري (باللاتينية: Helianthemum kahiricum) في بلاد الشام والكويت وعمان
9. رقروق القديس أنطون (باللاتينية: Helianthemum sancti-antonii) في بلاد الشام
10. الرقروق كروي الكأس (باللاتينية: Helianthemum sphaerocalyx) في ليبيا ومصر
11. رقروق كوتشي (باللاتينية: Helianthemum kotschyanum) في بلاد الشام
12. الرقروق لاطئ الأزهار (باللاتينية: Helianthemum sessiliflorum) في بلاد الشام
13. الرقروق لامع الثمار (باللاتينية: Helianthemum lasiocarpum) في بلاد الشام
14. رقروق ليبي (باللاتينية: Helianthemum lippii) في في بلاد الشام وسيناء والإمارات وعمان والكويت
15. الرقروق ليدومي الأوراق (باللاتينية: Helianthemum ledifolium) في بلاد الشام
16. الرقروق المبرغل (باللاتينية: Helianthemum guttatum) في بلاد الشام والمغرب العربي وإسبانيا وفرنسا
17. الرقروق المثاني (باللاتينية: Helianthemum vesicarium) في بلاد الشام وسيناء
18. الرقروق المصري (باللاتينية: Helianthemum aegyptiacum) في بلاد الشام
19. الرقروق النيلي (باللاتينية: Helianthemum niloticum) في بلاد الشام